# Смоленская ГРЭС
Смоленская ГРЭС — тепловая электростанция (ГРЭС), вторая по величине электростанция Смоленской области. Расположена вблизи пос. Озёрный Духовщинского района, входит в состав ПАО «Юнипро» (ранее — «Э.ОН Россия»).
ГРЭС реализует электрическую энергию и мощность на ОРЭМ, поставляет тепловую энергию в систему централизованного теплоснабжения пос. Озёрный.

## История
Первый энергоблок ГРЭС был введён в эксплуатацию 12 января 1978 года. Решение о строительстве станции было принято Министерством энергетики и электрификации СССР в 1965 году, строительство началось в 1970 году. Станция спроектирована для сжигания фрезерного торфа Свитско-Жарковской базы, но из-за отставания строительства торфодобывающих предприятий использовались другие виды топлива. За время работы станции было опробовано сжигание 14 видов твёрдого топлива, включая сланец, интинский, подмосковный и хакасский угли, уголь из Узбекистана и Польши. Сжигание непроектного топлива требовало постоянной реконструкции и модернизацию оборудования. С 1985 года по завершении строительства газопровода основными видами топлива стали природный газ и подмосковный бурый уголь.
С вводом станции был восстановлен железнодорожный путь к Смоленску, пролегающий по трём районам области, построена железная дорога, связывающая Смоленскую и Тверскую области, построен Озерный — посёлок энергетиков.

## Описание
Установленная электрическая мощность Смоленской ГРЭС составляет 630 МВт, тепловая — 66 Гкал/ч.
В состав станции входит три блока единичной электрической мощностью 210 МВт, тепловой — 22 Гкал/ч, в состав каждого из которых входит паровая турбина К-210-130 и паровой котёл ТПЕ-208. Энергоблоки введены в эксплуатацию в 1978, 1979 и 1985 годах соответственно.
Основное топливо — природный газ и уголь, резервное — мазут. В структуре топливного баланса ГРЭС 2013 года доля природного газа составила 98,7 %.
В 2019 году ГРЭС выработала 1 387 млн кВт⋅ч электроэнергии, КИУМ составил 25,1 %. Отпуск теплоэнергии с коллекторов за тот же период составил 56 тыс. Гкал.
Смоленская ГРЭС участвует в обеспечении экспортных перетоков электроэнергии в Белоруссию.
В ноябре 2022 года в филиале «Смоленская ГРЭС» ПАО «Юнипро» был достигнут важнейший показатель - 1000 дней работы без травматизма. Добиться таких результатов удалось благодаря управлению процессами соблюдения техники безопасности на станции.
| Выработка электроэнергии, млн. кВтч | 2010  | 2011  | 2012  | 2013  | 2014  | 2015  | 2016  | 2017  | 2018  | 2019  | 2020  | 2021  | 2022  |
| ----------------------------------- | ----- | ----- | ----- | ----- | ----- | ----- | ----- | ----- | ----- | ----- | ----- | ----- | ----- |
|                                     | 1 928 | 1 809 | 1 966 | 2 030 | 1 713 | 1 950 | 1 557 | 1 500 | 1 512 | 1 387 | 1 450 | 1 967 | 1 465 |

| КИУМ, % | 2010 | 2011 | 2012 | 2013 | 2014 | 2015 | 2016 | 2017 | 2018 | 2019 | 2020 | 2021 | 2022 |
| ------- | ---- | ---- | ---- | ---- | ---- | ---- | ---- | ---- | ---- | ---- | ---- | ---- | ---- |
|         | 34,9 | 32,8 | 35,5 | 36,8 | 31,0 | 35,3 | 28,1 | 27,2 | 27,4 | 25,1 | 26,2 | 35,6 | 26,5 |

## Интересные факты
- Когда пускался первый энергоблок зимой 1978 года, были сильные морозы, около -40С.

- Чтобы не заморозить оборудование в котельном отделении станции жгли костры и мангалы.

## Перечень основного оборудования
| Агрегат                                                | Тип                                        | Изготовитель                                     | Количество | Ввод в эксплуатацию | Основные характеристики | Основные характеристики | Источники   |
| Агрегат                                                | Тип                                        | Изготовитель                                     | Количество | Ввод в эксплуатацию | Параметр                | Значение                | Источники   |
| ------------------------------------------------------ | ------------------------------------------ | ------------------------------------------------ | ---------- | ------------------- | ----------------------- | ----------------------- | ----------- |
| Оборудование паротурбинных установок (энергоблоки 1—3) |                                            |                                                  |            |                     |                         |                         |             |
| Паровой котёл                                          | Еп-670/140 ГОСТ 3619-76 (модель ТПЕ-208)   | Таганрогский котельный завод «Красный котельщик» | 3          | 1978 1979 1985      | Топливо                 | газ, уголь              | [ 5 ] [ 6 ] |
| Паровой котёл                                          | Еп-670/140 ГОСТ 3619-76 (модель ТПЕ-208)   | Таганрогский котельный завод «Красный котельщик» | 3          | 1978 1979 1985      | Производительность      | 670 т/ч                 | [ 5 ] [ 6 ] |
| Паровой котёл                                          | Еп-670/140 ГОСТ 3619-76 (модель ТПЕ-208)   | Таганрогский котельный завод «Красный котельщик» | 3          | 1978 1979 1985      | Параметры пара          | 140 кгс/см2, 545 °С     | [ 5 ] [ 6 ] |
| Паровая турбина                                        | К-200-130-3 (ТА-1); К-210-130-3(ТА-2,ТА-3) | Ленинградский металлический завод                | 3          | 1978 1979 1985      | Установленная мощность  | 210 МВт                 | [ 5 ]       |
| Паровая турбина                                        | К-200-130-3 (ТА-1); К-210-130-3(ТА-2,ТА-3) | Ленинградский металлический завод                | 3          | 1978 1979 1985      | Тепловая нагрузка       | 22 Гкал/ч               | [ 5 ]       |
| Турбогенератор                                         | ТГВ 200М                                   | Харьковский турбогенераторный завод              | 3          | 1978 1979 1985      | Напряжение              | 15,75 кВ                |             |